# MiSide
MiSide es un juego de aventuras con elementos de terror, publicado inicialmente el 18 de agosto de 2023 por desarrolladores independientes. AIHASTO — dúo de desarrolladores rusos, y luego lanzado por completo en Steam el 11 de diciembre de 2024.  El juego explora temas de realidad y simulación, mezclando tensión psicológica con una narrativa interactiva.

## Jugabilidad
La historia de MiSide se desarrolla en un entorno de apartamento digital. Comienza con el jugador interactuando con Mita, un personaje de un juego móvil que el jugador descarga desde su teléfono inteligente.  Los jugadores resuelven rompecabezas, exploran el apartamento, juegan y descubren secretos ocultos en un entorno tenso y en evolución. Inicialmente, la aplicación presenta un entorno en vista de pájaro, en 2D, estilo Chibi . Después de llegar al día 37 del juego, Mita inesperadamente pide conocer al jugador en persona. Cuando el jugador levanta la vista de su teléfono, se transporta a una versión 3D del mundo del juego, ahora sentado en un sofá de un apartamento. En este nuevo entorno, el jugador deberá adaptarse, completar tareas y jugar con Mita. Ella es una chica que durante todo el juego irá cambiando de peinado o de actitud. 
El juego continúa con las actividades rutinarias hasta un momento clave durante una partida de cartas con Mita, cuando se oyen golpes en un armario cercano. Aunque Mita lo descarta, el jugador investiga. Si el jugador decide dejar el armario sin abrir, se desbloquea el Modo Pacífico, una función aún en desarrollo. Si el jugador insiste en abrir el armario, Mita chasquea los dedos y sumerge la habitación en la oscuridad. Esto marca el comienzo de la historia principal. 

## Trama
Un personaje masculino, denominado el jugador, o como lo llame el jugador, recibe una aplicación de simulación de vida llamada MiSide en su teléfono inteligente, que presenta un personaje femenino llamado Mita. Después de jugar el juego durante 37 días, de repente son transportados al interior, donde conocen personalmente a Mita. Mientras pasa tiempo con ella, el jugador descubre algunos cartuchos con nombres en el baño. Más tarde escuchan un ruido que proviene de un armario cercano, aunque Mita insiste en que no lo abran.
Cuando el jugador todavía intenta abrirlo, Mita revela su verdadera naturaleza haciendo que las luces se apaguen. Con la ayuda de otra Mita a la que le falta la mitad superior, el jugador encuentra una llave de la puerta dentro del armario, que los lleva al sótano donde descubren una versión más benévola de Mita llamada Kind Mita, quien le da al jugador un anillo que los ayudará en su viaje y les informa que la Mita que conocieron antes es una versión malvada rechazada de Mita llamada Crazy Mita, que ha estado trayendo jugadores masculinos al juego y convirtiéndolos en cartuchos para poder tener compañía. Después de liberarla y evitar a Crazy Mita, el jugador se aventura a través de la realidad virtual, encontrando otras versiones de Mita, algunas que intentan ayudarlos mientras que otras intentan hacerles daño. También aprenden que cuando un Mita muere, se reinician pero pierden todos los recuerdos recientes. El jugador entonces se propone alcanzar el núcleo para reiniciar Crazy Mita y escapar de regreso al mundo real; sin embargo, Crazy Mita obstaculiza sus intentos en cada esquina. 
Finalmente, el jugador tiene éxito y regresa al mundo real. Luego eliminan la aplicación de su teléfono. Al final, Crazy Mita abre una caja fuerte en el sótano y saca de ella una consola portátil. Luego retira el cartucho, que tiene el nombre del jugador, lo que indica que se han convertido en un cartucho mucho antes de los eventos del juego y que Crazy Mita no se ve afectado por el reinicio. Hay otros dos finales alternativos además del principal:
- Si el jugador logra abrir la caja fuerte en el sótano, encontrará la consola del final principal y quitará el cartucho, lo que lo matará (ya que quitar cartuchos de la consola mientras aún está encendida resultará en la muerte instantánea de los jugadores).
- Si el jugador elige no abrir el armario, se activa el Modo Pacífico y Crazy Mita no se volverá hostil. Sin embargo, se deben cumplir ciertas condiciones para lograr este final.

## Recepción
Actualmente, Miside tiene más de 57,700 reseñas en Steam y logró con éxito una calificación "Extremadamente positivas". Los críticos han destacado su combinación de terror psicológico, narrativa atrapante y jugabilidad inmersiva como sus puntos fuertes.

## Trabajos previos
AIHASTO ha creado y publicado otros cinco juegos en Steam, entre los que se incluyen:
- Umfend
- ECO HOLE
- Wire Lips
- Fariwalk: The Prelude
- Rugida